# Sarıköy (İdil)
Sarıköy (auch Sare, Ester oder Gawayto) ist ein Dorf im Landkreis İdil (Provinz Şırnak) in der Türkei.

## Lage
Sarıköy liegt in Südostanatolien auf 900 m über dem Meeresspiegel, ca. 27 km westlich von İdil. Weitere benachbarte Ortschaften sind wie folgt verteilt:
| Kloster Mor Gabriel 15 km | Haberli 3 km                                | Öğündük 13 km |
| Taşköy 15 km              | Kompassrose, die auf Nachbargemeinden zeigt | İdil 27 km    |
| Nusaybin 69 km            |                                             |               |

## Infrastruktur
Das Dorf liegt auf einem Hügel. Im Dorf befindet sich die Kirche Mor Malke, die mittlerweile restauriert wurde. Sarıköy verfügt seit 2008 über eine Kanalisation und ist an das öffentliche Elektrizitätsnetz angeschlossen.

## Bevölkerung
Sarıköy ist ein ursprünglich christliches Dorf. Von den Bewohnern wird das Dorf Sare genannt. In den 1990er Jahren verließen zahlreiche Bewohner das Dorf, da sie sich nicht mehr sicher fühlten. Die meisten wanderten nach Deutschland aus. Im Jahr 1994 verließ als letzter der Bürgermeister mit seiner Familie das Dorf. Anschließend wurde das Dorf von Dorfschützern besetzt. Im Jahre 2004 wurde das Dorf zwangsgeräumt. Die Dorfschützer und ihre Familien mussten das Dorf verlassen und das Dorf wurde feierlich den ursprünglichen Bewohner wieder übergeben. Die Zahl der Bewohner schwankt jahreszeitlich bedingt. Im Jahre 2013 hat das Dorf der letzten statistischen Erhebung des TÜIK zufolge 40 Einwohner.